# Nemesio Fernández-Cuesta y Porta
Nemesio Fernández-Cuesta y Porta (Getafe, 17 de mayo de 1865-Madrid, 11 de marzo de 1926) fue un médico militar y académico español.

## Biografía
Nació en la localidad madrileña de Getafe el día 17 de mayo de 1865. Ingresó por oposición en el Cuerpo de Sanidad de la Armada en 1886, llegando a ascender en el mismo a inspector, en 1925. Fue académico corresponsal de las Reales de Medicina Nacional y de Sevilla y de la Hispano-Americana de Ciencias y Artes de Cádiz. Fue nombrado hijo adoptivo de la ciudad de Cartagena, además de obtener condecoraciones de diversas órdenes. Falleció el 11 de marzo de 1926 en Madrid.